# Sukakerta (Kertajati)
Sukakerta is een bestuurslaag in het regentschap Majalengka van de provincie West-Java, Indonesië. Sukakerta telt 1724 inwoners (volkstelling 2010).